# 최지훈 (성우)
최지훈(1979년 12월 20일~)은 대한민국의 성우이다. 2006년 투니버스 6기 공채 성우로 데뷔하였다. 배우자는 대원방송 3기 성우 박고운이다.

## 애니메이션 출연작
- 개구리 중사 케로로 (투니버스) - 메케케
- 신비한 별의 쌍둥이 공주 (투니버스) - 스탄 / 라우
- 신비한 별의 쌍둥이 공주 꼬옥! (투니버스) - 라라우
- 캐릭캐릭 체인지 (투니버스) - 무사 / 에이스 / 소마 할아버지 / 리마 아빠 / 콧수염 아저씨 / 조
  - 캐릭캐릭 체인지 두근두근 (투니버스) - 루루 아빠
- 로젠메이든 트로이멘트 (퀴니) - 엔쥬
- 배틀짱 (투니버스) - 사도 블랙키
- 블리치 (투니버스, 애니맥스) - 히사기 슈헤이 / 잇신 / 케이고
- 닌자보이 란타로 (투니버스) - 리키치
- 쾌걸 조로리 (투니버스) - 타본
- 가정교사 히트맨 리본 (투니버스) - 타메릭 / 쟌니니 / 베르데
- 떴다! 럭키맨 (투니버스) - 최강남작 / 강철맨 / 개미로봇 / 리포터맨 / 괴물맨 B / 짝사랑맨
- 쟈니 테스트 (투니버스) - 블랙맨
- 브랏츠 - 밤샘파티 대모험 (투니버스) - 위시핑씨
- 결계사 (투니버스) - 스미무라 슈지 / 헤키얀 / 하이젠 / 하코다
- 요괴인간 타요마 5기 (투니버스) - 봉인법사
- 쥬얼 펫 (재능TV) - 옥동빈
- 메탈베이블레이드 (투니버스) - 토니
- 원더풀 데이즈 (KBS) - 수하
- 너에게 닿기를 (투니버스) - 다나카, 미우라 켄토, 남자
- 명탐정 코난 (투니버스) - 최수현(오키야 스바루), 좀비, 남학생
- 도모군 (투니버스) - 형여우
- 와글와글 붕붕 삼총사 (애니박스) - 로치
- 위험 최강 단거 할아버지 (투니버스)
- 무인행성 서바이브 (투니버스) - 벨
- 무적 철가방 (투니버스)
- 스켓 댄스 (투니버스) - 담임 / 불량배7
- 트리니티 블러드 (투니버스) - 알프레드
- 은혼 (투니버스) - 시타모토
- 테니스의 왕자 (투니버스) - 모모시로
- 꿈빛 파티시엘 프로페셔널 (투니버스) - 호세
- 괴담 레스토랑 (투니버스) - 최혁규
- 레터비 (투니버스) - 지기
- 동쪽의 에덴 (투니버스) - 지배인
- 쾌걸 조로리 (투니버스) - 사식
- 꿈의 크레용 왕국 (투니버스) - 까망대신
- 우주인 타로 (투니버스) - 드래곤 / 해설
- 내일의 나쟈 (투니버스)
- 츠바사 크로니클 (투니버스) - 경호원3
- 음양대전기 (투니버스) - 투신사4
- 뷰티풀 조 (투니버스)
- 달려라 이다텐 (투니버스) - 부하2
- 록맨 에그제 스트림 (투니버스)
- 따끈따끈 베이커리 (투니버스) - 남자1
- 사무라이 참프루 (투니버스) - 노인
- 닌자펭귄 땡글이 (투니버스) - 코만돈
- 오란고교 사교클럽 (투니버스) - 남학생1
- 메르헤븐 (투니버스) - 남학생2
- 세토의 신부 (투니버스) - 옥토퍼스
- 나루토 질풍전 (투니버스)
- 나루토 질풍전 극장판 - 블러드 프리즌 (투니버스) - 오모이
- 드래곤볼GT (투니버스) - 주사위맨
- 말짱 꽝돌이 (투니버스) - 경찰
- 원피스 (투니버스) - 남자2 / 불사조 마르코
- 원피스 스폐셜:3D2Y (투니버스) - Mr.3 / 마르코
- 미소의 세상 스페셜 (투니버스)
- 치즈 스위트 홈 (투니버스) - 아빠
- 지켜줘 롤리팝 (투니버스)
- 마기 (카툰네트워크) - 쟈미르
- 유쾌한 개굴루씨 (챔프) - 스텀피
- 극장판 썬더일레븐 GO VS 골판지 전사 W - 애스터
- 카레이도 스타 OVA 불사조의 전설 (투니버스) - 남자3
- 헌터X헌터 리메이크 (애니맥스) - 이삭 / 아벤가네
- 최강! 탑플레이트 (SBS) - 기철
- 파페포포 (SBS) - 승무원 / 사튀르
- 일하는 세포 (애니맥스) - 백혈구 2048번

## 외화
- 죽어도 예쁜 걸 (투니버스) - 데이빗
- 가면라이더 파이즈 (투니버스) - 오다
- 명탐정 코난 드라마스페셜 - 남도일에게 보내는 도전장(투니버스) - 부하
- 자이언트 세이버 (투니버스) - 파리 몬스터
- 우러러보니 존귀한 (채널J) - 아보
- 퓨어엔젤 미라클 매직 (투니버스) - 소방관

## 게임
- 007 제임스 본드: 퀀텀 오브 솔러스 - 용병
- 디아블로3
- 짱구는 못말려(닌텐도)
- 구운몽 - 채윤
- 메이플스토리 - 이카르트, 미하일, 아카이럼, 반레온

## 방송
- 켠김에 왕까지 (온게임넷)
- 비타민 (KBS)
- 대한민국의 월드컵 도전사 (KBS)

## 광고
- SHOW (KT)
- 슈팅어택